# 岩田衛 (内務官僚)

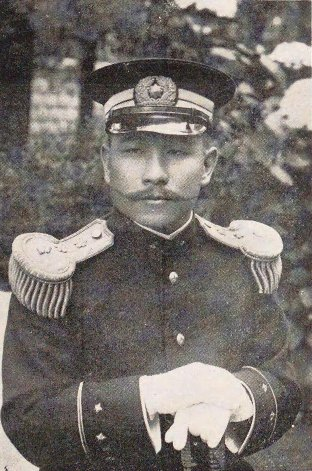
岩田衛

岩田 衛（いわた まもる、1879年（明治12年）7月2日 - 1942年（昭和17年）6月9日）は、日本の内務官僚。官選県知事、長岡市長。

## 経歴
熊本県出身。岩田春耕の長男として生まれる。第五高等学校を卒業。1905年、東京帝国大学法科大学法律学科（独法）を卒業。内務省に入省し静岡県属となる。1906年11月、文官高等試験行政科試験に合格。
以後、茨城県事務官、岩手県事務官・警察部長、愛知県警察部長、奈良県内務部長、東京府内務部長などを歴任。
1920年9月、鳥取県知事に就任。災害復旧、結核予防、衛生思想普及などに尽力。1922年10月、福島県知事に転任。1923年10月に休職。1924年4月29日に退官した。その後、1927年1月から1929年10月まで長岡市長を務めた。

## 著作
- 『民政史鑑』冨山房、1916年。